# Acacia incongesta
Acacia incongesta é uma espécie de leguminosa do gênero Acacia, pertencente à família Fabaceae.